# Municipio de Plužine
El Municipio de Plužine (Idioma montenegrino: Општина Плужине) es uno de los veintitrés municipios en los que se encuentra dividida la República de Montenegro. Su capital y ciudad más poblada es la localidad de Plužine.

## Geografía
El municipio se encuentra situado en la zona occidental de la República de Montenegro, limita al norte con el Municipio de Pljevlja, al sur con el Municipio de Nikšić, al este con los municipios de Šavnik y Žabljak y al oeste hace frontera con Bosnia Herzegovina.

## Demografía
Según el censo del año 2011 el municipio tiene una población de 3.246 personas, de las cuales 1.294 habitan en la localidad de Plužine que se sitúa como la más poblada del municipio. Le sigue, con 334 habitantes, la pequeña localidad de Goransko. 

## Localidades
Comprende las siguientes localidades (población en 2011):